# Język riung
Język riung – język austronezyjski używany w prowincji Małe Wyspy Sundajskie Wschodnie na wschodzie Indonezji, na wyspie Flores (kabupaten Ngada, kecamatan Riung). Według danych z 1981 roku posługuje się nim 14 tys. osób.
Wykazuje podobieństwo do języka manggarai, ale nie jest z nim dobrze wzajemnie zrozumiały. Jest blisko spokrewniony z językiem rembong, czasem rembong i riung uznaje się za jeden język.